# Mre11
Mre11 (Meiotic Recombination 11) はヒトから出芽酵母まで広範な真核生物に保存されている遺伝子。

## ヒトの遺伝病との関連
Mre11のヒトホモログ遺伝子もMre11と呼ばれる、ヒトのMRE11は、毛細血管拡張性運動失調症のバリアントの一つAtaxia telengectasia like disorder(ATLD)の原因遺伝子の一つ。また、Mre11と複合体を形成するXrs2のヒトホモログであるNbs1は、同じく毛細血管拡張性運動失調症のバリアントのナイミーヘン症候群の原因遺伝子である。

## タンパク質の生化学的性質
Mre11タンパク質はホスホエステラーゼのコンセンサス配列をN末端領域にもつ。Mre11タンパク質はRad50とXrs2タンパク質と複合体を形成して働く。

## 出芽酵母MRE11の役割
MRE11は体細胞期には相同組換え修復とNHEJ (Non-homologous end-joining) 修復反応の両方に関与する。減数分裂期には減数分裂期組換えの開始反応であるDNA二重鎖切断 (DSB) の形成過程と、その後の末端の消化の二つのプロセスに関与する。
1. 1 2 3  GRCh38: Ensembl release 89: ENSG00000020922 - Ensembl, May 2017
2. 1 2 3  GRCm38: Ensembl release 89: ENSMUSG00000031928 - Ensembl, May 2017
3. ↑  Human PubMed Reference:
4. ↑  Mouse PubMed Reference: